# Behaviour UK - North
Behaviour UK - North (раніше називалася SockMonkey Studios) — британський розробник відеоігор, заснований випускниками Тіссайдського університету Бобом Мейкіним і Дарреном Катбертом у Мідлсбро, Північно-Східна Англія.

## Історія
Заснована в лютому 2013 року за допомогою DigitalCity, до SockMonkey Studios Мейкін і Катберт працювали в інших студіях, включаючи Team17, Jagex і Iguana.
Пізніше до Мейкіна та Катберта приєднався ветеран індустрії Даррен Фалкус. Будуючи свій фундамент на роботі за наймом, студія співпрацювала з багатьма компаніями, що займаються відеоіграми, такими як SEGA, Double Eleven та Team 17, допомагаючи портувати їхні ігри на інші консолі.
Після відкриття офісу на вулиці Victoria Road у Мідлсбро, у 2015 році вони переїхали до Phoenix Building в Тіссайдському університеті, знову переїхавши до Boho 5 у міру зростання студії, а з 2021 року базуються за адресою 16/26 Albert Road North у Мідлсбро.
З моменту заснування студія зростала завдяки збільшенню попиту в ігровій індустрії і до 2020 року додала десятки позицій. Лише у 2019 році вони повідомили, що подвоїли кількість співробітників у своєму офісі в Тіссайді.
У 2020 році, під час етапу розширення, до ради директорів увійшов Рон Аштіані - колишній генеральний директор Atomhawk Business компанії Sumo Group. Протягом 2020 року студія також отримала фінансування від інвестиційного фонду Northern Powerhouse Investment Fund.
У лютому 2023 року було оголошено, що SockMonkey Studios придбала Behaviour Interactive, перейменувавши студію на Behaviour UK - North.

## Робота за контрактом
Хоча студія також працювала над повномасштабними проєктами, SockMonkey була переважно студією, що працює за наймом, працюючи по всьому світу над контрактами як для ПК, так і для консолей, включаючи американських розробників, таких як tinyBuild та Outfit7.

## Нагороди
| Рік  | Церемонія                       | Нагорода                           | Результат |
| ---- | ------------------------------- | ---------------------------------- | --------- |
| 2015 | GameBridge                      | Business Award                     | Перемога  |
| 2020 | Tees Tech Awards 2020           | Tech Ambassador                    | Номінація |
| 2020 | Tees Tech Awards 2020           | Company of the Year                | Номінація |
| 2020 | North East Business Awards      | Small Business Award: Teesside     | Перемога  |
| 2020 | North East Business Awards      | Small Business Award: Grand Final  | Перемога  |
| 2021 | Tees Tech Awards 2021           | Unsung Hero: Darren Falcus         | Перемога  |
| 2021 | Tees Tech Awards 2021           | Business Leader: Bob Makin         | Перемога  |
| 2022 | Tees Tech Awards 2022           | Company of the Year                | Номінація |
| 2022 | Game Dev Heroes Awards 2022     | Design Hero 2022: Dewi Roberts     | Номінація |
| 2022 | Gi.biz Best Places to Work 2022 | Best Boss UK : Bob Makin           | Номінація |
| 2022 | Gi.biz Best Places to Work 2022 | Best Places to Work: Small Company | Перемога  |
| 2023 | Velocitees Awards               | Job Creation: Small Business       | Номінація |
| 2023 | Velocitees Awards               | Turnover: Small Business           | Номінація |

## Розроблені відеоігри
| Рік  | Назва                           | Роль                  | Примітки |
| ---- | ------------------------------- | --------------------- | --- |
| 2013 | Wurdy                           | Розробка              | |
| 2014 | Joe Danger                      | Портування            | Портовано на Android                                                                                                   |
| 2014 | SockaMonkeys                    | Повна розробка        | |
| 2014 | The Soccer Monkey               | Повна розробка        | |
| 2015 | Joe Danger Infinity             | Портування            | Портовано на Android                                                                                                   |
| 2015 | Невипущена гра                  | Портування            | |
| 2016 | Farm Fighters                   | Розробка              | Додано багатокористувацький режим гри і робота над дизайном                                                            |
| 2016 | Kingdom Conquest                | Дизайн і анімації     | Невипущена мобільна гра                                                                                                |
| 2017 | The Rocky Horror Show: Touch Me | Розробка              | Розробка коду |
| 2017 | PlayPhoto                       | Розробка              | |
| 2017 | The Escapists                   | Портування            | |
| 2018 | Beat the Intro                  | Розробка              | |
| 2018 | Songbringer                     | Портування            | Портовано на Nintendo Switch                                                                                           |
| 2018 | Prison Architect                | Портування            | Портовано на Nintendo Switch                                                                                           |
| 2019 | Prison Architect                | Розробка              | Розробка контенту і оновлень для консолей і ПК                                                                         |
| 2020 | Talking Tom Candy Run           | Портування            | Портовано на Nintendo Switch, Xbox One and PlayStation 4, також доданий багатокористувацький режим гри.                |
| 2020 | Deliver Us the Moon             | Портування            | Портовано на Xbox One and PlayStation 4                                                                                |
| 2020 | Tens!                           | Розробка і портування | Портовано на ПК, macOS і Nintendo Switch, розроблено контент, сюжетний і багатокористувацкий режим гри                 |
| 2020 | Kill it with Fire               | Портування            | Портовано на Nintendo Switch, Xbox One, PlayStation 4, iOS та Android                                                  |
| 2021 | Totally Accurate Battlegrounds  | Розробка              | Співпраця над розробкою майбутніх оновлень та контенту, також допомога над зміною моделі гри з платної на free-to-play |
| 2022 | Happy's Humble Burger Farm      | Портування            | Портовано на Xbox One, PlayStation 4 і Nintendo Switch                                                                 |
| 2022 | Little Orpheus                  | Розробка і портування | Розробка ремастеру та порт на Xbox One, PlayStation 4, PlayStation 5, Nintendo Switch і ПК                             |
| 2022 | Tinykin                         | Портування            | Портовано на Xbox One, Xbox Series X/S, Microsoft Store, PlayStation 4, PlayStation 5 і Nintendo Switch                |
| 2022 | CoComelon: Play with JJ         | Повна розробка        | Nintendo Switch |